# زاكري إيبل
زاكري إيبل (بالإنجليزية: Zachary Abel)‏ مواليد 4 سبتمبر 1980 في إنديانا، الولايات المتحدة، هو ممثل أمريكي بدأ مسيرته الفنية عام 2007.

## الأعمال
- سي اس آي:التحقيق في موقع الجريمة
- الحياة السرية لمراهقة أمريكية
- نظرية الانفجار العظيم
- 90210
- الدائرة السرية

## وصلات خارجية
- زاكري إيبل على موقع IMDb (الإنجليزية)
- زاكري إيبل على موقع ألو سيني (الفرنسية)
- زاكري إيبل على موقع قاعدة بيانات الفيلم (الإنجليزية)
- زاكري إيبل على موقع كينوبويسك (الروسية)